# Leucauge tredecimguttata
Leucauge tredecimguttata är en spindelart som först beskrevs av Simon 1877.  Leucauge tredecimguttata ingår i släktet Leucauge och familjen käkspindlar.
Artens utbredningsområde är Filippinerna. Inga underarter finns listade i Catalogue of Life.